# 8 (album)
Albums de Incubus
If Not Now, When?
(2011) Morning view XXIII
(2024)
Singles
1. Nimble Bastard
Sortie : 16 février 2017
2. Glitterbomb
Sortie : 17 mars 2017
3. State of the Art
Sortie : 31 mars 2017
4. Undefeated
Sortie : 7 avril 2017

8 est le huitième album studio du groupe de rock alternatif californien Incubus, sorti le 21 avril 2017 sous le label Island Records.
Bien que le groupe ait sorti l'EP Trust Fall (Side A) en 2015, c'est le premier album du groupe depuis If Not Now, When? paru en 2011, créant ainsi le plus long hiatus entre deux albums.

## Développement
La conception de 8 débuta à la fin de l'année 2015, alors que le groupe travaillait sur la seconde partie (la Side B) de son EP Trust Fall sorti au Printemps de la même année. Satisfait par la qualité de leurs nouvelles chansons, et compte tenu de la quantité de morceaux composés, le projet se mua en un album complet. L'enregistrement et le mixage se déroulent entre 2016 et 2017, jusqu'à quelques semaines avant la sortie de l'album, à la suite de l'investissement tardif de Skrillex sur le projet en tant que producteur.

## Liste des chansons
La liste ci-dessous est établie en conformité avec les informations disponibles Incubus France.
| No  | Titre                               | Durée |
| --- | ----------------------------------- | ----- |
| 1.  | No Fun                              | 3:21  |
| 2.  | Nimble Bastard (New Mix)            | 3:39  |
| 3.  | State of the Art                    | 3:46  |
| 4.  | Glitterbomb                         | 4:45  |
| 5.  | Undefeated                          | 3:56  |
| 6.  | Loneliest                           | 3:37  |
| 7.  | When I Became a Man                 | 0:56  |
| 8.  | Familiar Faces                      | 3:26  |
| 9.  | Love in a Time of Surveillance      | 4:55  |
| 10. | Make No Sound in the Digital Forest | 3:23  |
| 11. | Throw Out the Map                   | 4:28  |

| 12. | Nimble Bastard (version acoustique) | 4:46 |

## Personnel
Le personnel ci-dessous est donné en conformité avec le livret inclus dans la version CD de l'album :

### Composition du groupe
- Brandon Boyd : voix, guitare, melodies, percussion, production additionnelle (pistes 1, 3, 6-8, 10), directeur artistique
- Mike Einziger : guitare, piano, chœurs, orchestration et arrangement des instruments à cordes, direction musicale, production additionnelle (tracks 1, 3, 6-8, 10), ingénieur du son additionnel
- Jose Pasillas II : batteries
- Chris Kilmore : piano, clavier, mellotron, orgue, platines
- Ben Kenney : guitare basse, chœurs

### Enregistrement
- Dave Sardy : production
- Skrillex : co-production (pistes 1, 3, 5, 7), production additionnelle (11), mixage (1-6, 8-9, 11)
- James Monti : ingénieur du son
- Cameron Barton : assistant ingénieur
- Matt Tuggle : 2nd ingénieur
- Bryan Dimaio : 3rd ingénieur
- Gabe Sackier : ingénieur du son additionnel
- Todd Hurtt : ingénieur du son additionnel

### Artwork
- Brantley Gutierrez : directeur artistique, photographe
- Alberto Erazo : graphiste